# Lider większości Senatu Stanów Zjednoczonych

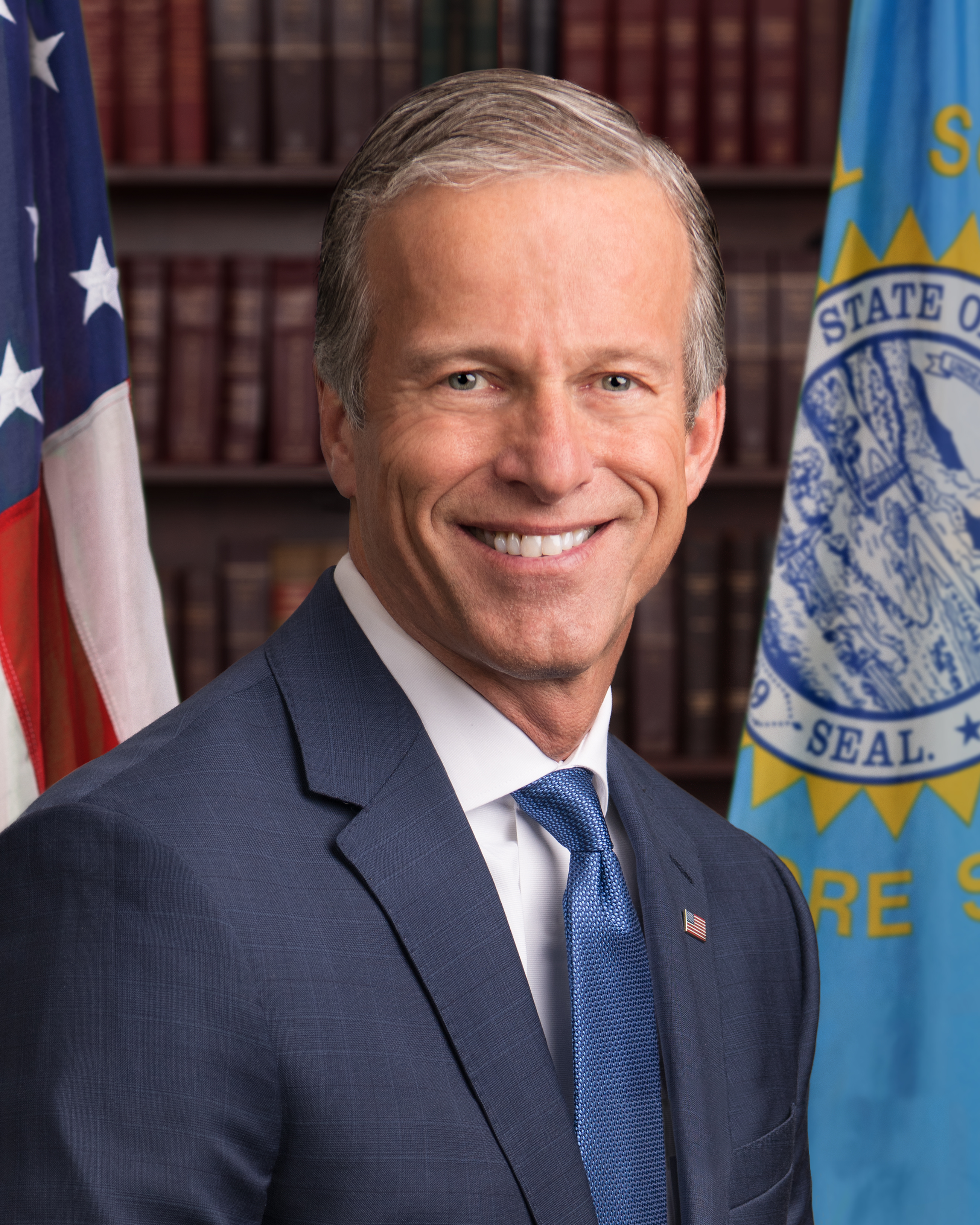
John Thune (R-ND) – obecny lider większości

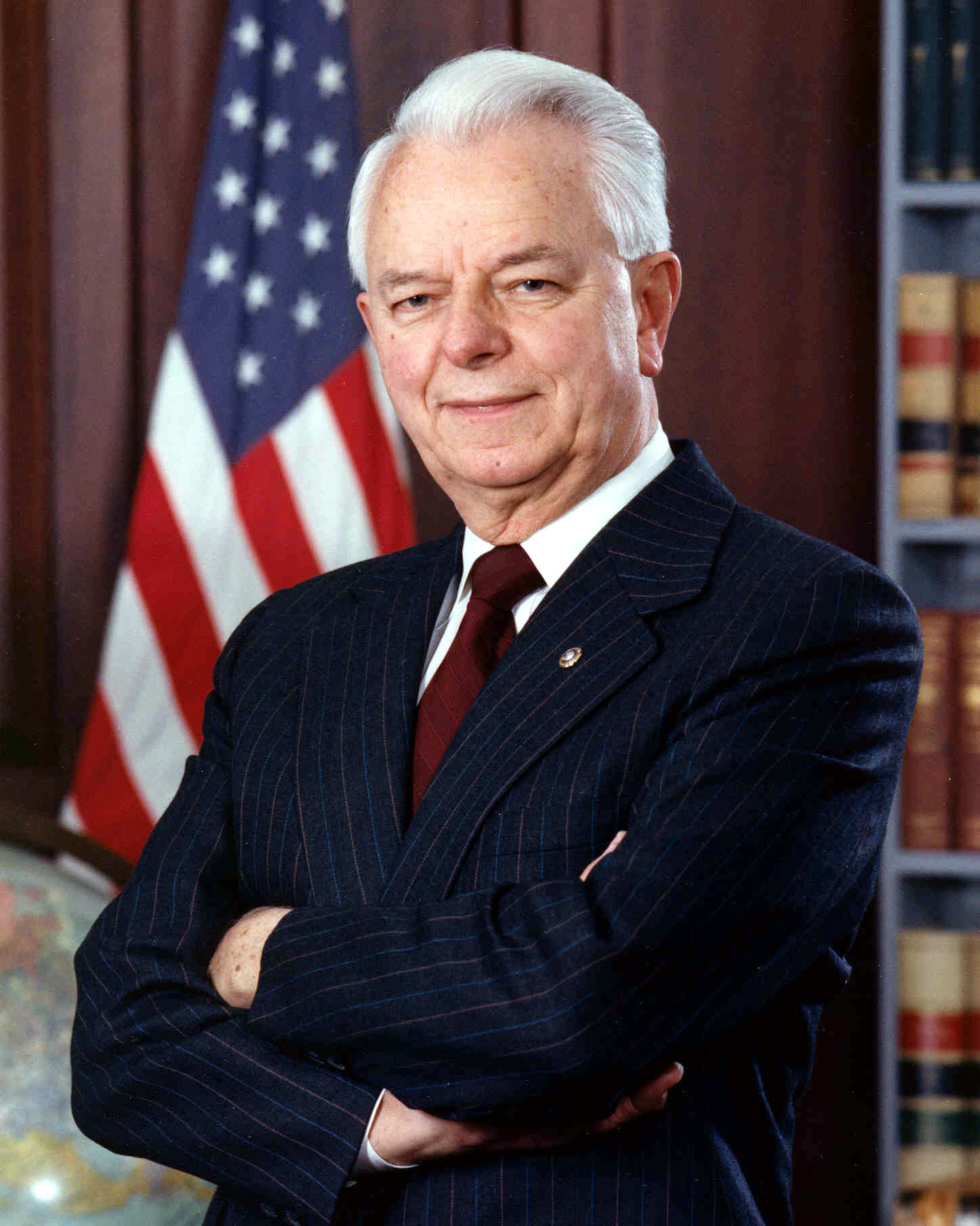
Robert Byrd, były lider większości

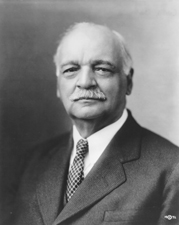
Charles Curtis, pierwszy oficjalny lider

Lider większości Senatu Stanów Zjednoczonych (ang. United States Senate Majority Leader) jest jedną z najważniejszych i najbardziej wpływowych osób w amerykańskiej polityce.
Jak sama nazwa wskazuje, stoi na czele większości kontrolującej izbę wyższą Kongresu, czyli faktycznie jest przywódcą Izby, gdyż to on decyduje w ogromnej mierze o obsadzie kluczowych stanowisk, prowadzeniu porządku obrad i toku legislacyjnego oraz ogólnie polityce, choć sam nie prowadzi obrad, ale wyznacza do tego senatorów w razie nieobecności wiceprezydenta czy przewodniczącego pro tempore. Uchodzi za „twarz” większości oraz jednego z członków ścisłego kierownictwa partii.
Funkcja ta została wprowadzona dopiero w XX wieku. Stanowiska przywódców kongresowych innych niż spiker Izby czy przewodniczący pro tempore Senatu nie figurują w konstytucji ani w żadnym akcie prawnym (choć obecnie jest żywy postulat włączenia liderów większości obu izb do linii sukcesji prezydenckiej).
Pierwszym oficjalnie wybranym liderem frakcji senatu był Oscar W. Underwood (demokrata z Alabamy), był jednak przywódcą mniejszości. Pierwszym, nieoficjalnym, ale powszechnie uznawanym, liderem większości był wówczas republikanin Henry Cabot Lodge z Massachusetts. Pierwszym oficjalnie wybranym liderem większości był Charles Curtis (R-Kansas), a demokratą na tym stanowisku Joseph Taylor Robinson z Arkansas.

## Lista
1. Henry Cabot Lodge (republikanin – Massachusetts), 4 marca 1920 – 9 listopada 1924
2. Charles Curtis (republikanin – Kansas), 4 marca 1925 – 4 marca 1929
3. James Eli Watson(inne języki) (republikanin – Indiana), 4 marca 1929 – 4 marca 1933
4. Joseph Taylor Robinson (demokrata – Arkansas), 4 marca 1933 – 14 lipca 1937
5. Alben Barkley (demokrata – Kentucky), 22 lipca 1937 – 3 stycznia 1947
6. Wallace H. White Jr.(inne języki) (republikanin – Maine), 3 stycznia 1947 – 3 stycznia 1949
7. Scott W. Lucas(inne języki) (demokrata – Illinois), 3 stycznia 1949 – 3 stycznia 1951
8. Ernest McFarland(inne języki) (demokrata – Arizona), 3 stycznia 1951 – 3 stycznia 1953
9. Robert A. Taft (republikanin – Ohio), 3 stycznia 1953 – 31 lipca 1953
10. William Knowland (republikanin – Kalifornia), 4 sierpnia 1953 – 3 stycznia 1955
11. Lyndon B. Johnson (demokrata – Teksas), 3 stycznia 1955 – 3 stycznia 1961
12. Mike Mansfield(inne języki) (demokrata – Montana), 3 stycznia 1961 – 3 stycznia 1977
13. Robert Byrd (demokrata – Wirginia Zachodnia), 4 stycznia 1977 – 3 stycznia 1981
14. Howard Baker (republikanin – Tennessee), 3 stycznia 1981 – 3 stycznia 1985
15. Bob Dole (republikanin – Kansas), 3 stycznia 1985 – 3 stycznia 1987
16. Robert Byrd (demokrata – Wirginia Zachodnia), 3 stycznia 1987 – 3 stycznia 1989
17. George J. Mitchell (demokrata – Maine), 3 stycznia 1989 – 3 stycznia 1995
18. Bob Dole (republikanin – Kansas), 3 stycznia 1995 – 11 czerwca 1996
19. Trent Lott (republikanin – Missisipi), 12 czerwca 1996 – 3 stycznia 2001
20. Tom Daschle (demokrata – Dakota Południowa), 3 stycznia – 20 stycznia 2001
21. Trent Lott (republikanin – Missisipi), 20 stycznia – 6 czerwca 2001
22. Tom Daschle (demokrata – Dakota Południowa), 6 czerwca 2001 – 3 stycznia 2003
23. Bill Frist (republikanin – Tennessee), 3 stycznia 2003 – 3 stycznia 2007
24. Harry Reid (demokrata – Nevada), 3 stycznia 2007 – 3 stycznia 2015
25. Mitch McConnell (republikanin – Kentucky), 3 stycznia 2015[1] – 20 stycznia 2021
26. Chuck Schumer (demokrata – Nowy Jork), 20 stycznia 2021 – 3 stycznia 2025[1]
27. John Thune (republikanin – Dakota Południowa), 3 stycznia 2025 – obecnie

### Żyjący byli liderzy
- George J. Mitchell
- Trent Lott
- Tom Daschle
- Bill Frist
- Mitch McConnell
- Chuck Schumer